# Vítor Júnior
Vítor Silva Assis de Oliveira Júnior, mais conhecido como Vítor Júnior (Porto Alegre, 15 de setembro de 1986), é um futebolista brasileiro que atua como meia. Atualmente, joga pelo Inter de Santa Maria. 

## Carreira
Começou a carreira nas categorias de base do Internacional com apenas 6 anos de idade e atuou pelo clube de Porto Alegre por longos 15 anos de sua vida até surgir a oportunidade de defender o time da toca da raposa, o Cruzeiro. Lá, o jogador atuou por 2 anos fazendo um excelente trabalho na base até conquistar uma vaga no time profissional assim disputando seu primeiro campeonato de alto nível, o Campeonato Brasileiro. Com muita pouca idade e se destacando demais no Cruzeiro, foi então que veio sua primeira oportunidade de deixar o Brasil, assim se transferindo ao Dinamo Zagreb da (Croácia) por 2 temporadas. Depois de seu primeiro semestre no Dinamo, onde teve seu primeiro titulo profissional (Campeão Croata 2005/06), Vítor Júnior foi emprestado ao Koper da (Eslovénia) assim terminando o ano. 
Já no ano seguinte (2007), Vítor optou pela sua volta ao Brasil e então foi a Recife defender o Sport. Com um belo rendimento e campeão do Pernanbucano pelo Sport, logo a equipe do Santos não poupou esforços e tirou ele de Recife assim levando ele a Baixada Santista com um contrato de 2 temporadas. No seu segundo ano, atuando pela equipe do Santos, Vítor Jr se transferiu ao Kawasaki Frontale do (Japão) time que VJ foi muito feliz atuando por 2 temporadas e levando o time a disputa do torneio da Ásia pela primeira vez em 10 anos de clube (um feito histórico).
Em 2011, Vítor Jr voltou mais uma vez ao futebol brasileiro, desta vez pra atuar pela equipe do Atlético Goianiense pela Série A do Brasileirão. Levando o Atlético a grandes vitórias e ao título do Campeonato Goiano 2011, onde foi protagonista da equipe, não demorou muito para mais um time grande vim atrás do canhotinho de ouro. Assim no ano de 2012 Vítor Jr se transferiu para jogar por 4 temporadas pela equipe do Corinthians. Mas as coisas após o primeiro semestre não andou do jeito que o jogador esperava, então ele foi emprestado ao Botafogo para a disputa do Brasileiro do ano. O time na época contava com o grande craque Seedorf e Vítor conseguiu desempenhar um grande futebol, se destacando muito na equipe e marcando gols.
Em 2013, Vítor Júnior passou por duas equipes, uma foi como uma grande conquista em sua vida, a volta ao clube que se formou o Internacional. Lá, passou um bom primeiro semestre levando na bagagem 3 títulos (Campeonato Gaúcho \ Taça Piratini \ Taça Farroupilha). Já no segundo semestre de 2013 foi mais uma vez emprestado pela equipe do Corinthians para uma equipe do Sul do País, dessa vez tinha a responsabilidade de defender a grande equipe do Coritiba, que contava com o craque Alex, que atuou no Fenerbahçe, Palmeiras e Cruzeiro. 
Em 2014, Vítor foi para seu terceiro ano de contrato com o Corinthians e mais uma vez com todo excesso de jogadores na equipe do parque São Jorge teve que se transferir ao futebol Catarinense para atuar pelo Figueirense, time onde passou todo o ano de 2014, e pelo qual foi campeão do Catarinense.
No ano de 2015, Vítor Júnior se reapresentou ao Corinthians, clube do qual tinha contrato até o final do ano, mas sem ser aproveitado pelo técnico Tite, passou por um período treinando separado e se preparando para sua próxima oportunidade, que veio no mês de julho com o interesse de um clube asiático. Bem preparado e louco pra voltar a fazer o que mais gosta, Vítor Júnior não pensou duas vezes e acabou se transferindo para o Saim Navy da Tailândia, onde jogou com a camisa 10 na primeira semana do mês de agosto.
No ano de 2016, Vítor Júnior se transfere para a equipe Al-Qadisiyah da Arábia Saudita, onde atuou por cerca de 5 meses, realizando 12 jogos e marcando 1 gol. Em janeiro de 2017 assinou contrato com o Aqtöbe do Cazaquistão.
No segundo semestre foi anunciado como reforço do ABC visando a disputa da Série B.
Em 2018, Vitor Júnior volta para a Tailândia novamente, para vestir a camisa do Navy Football Club, clube no qual virou ídolo. Esse foi um ano positivo para o atleta, pois lá ele voltou a ter uma sequência de jogos, realizando 31 jogos de 34 jogos disputados na temporada, e marcando 9 gols e 14 assistências.
Já em 2019, Vitor Júnior disputou o Campeonato Catarinense pelo Brusque no primeiro semestre.
Depois voltou a atuar em 2020 no Villa Nova, mas teve que interromper sua passagem pelo clube, já que todas as atividades esportivas, incluindo o futebol, foram paralisadas por conta da pandemia de Covid-19.

## Títulos
Dínamo Zagreb
- Campeonato Croata: 2005–06

Sport
- Campeonato Pernambucano: 2007

Atlético Goianiense
- Campeonato Goiano: 2011

Internacional
- Taça Piratini: 2013
- Taça Farroupilha: 2013
- Campeonato Gaúcho: 2013

Figueirense
- Campeonato Catarinense: 2014